# Iran (ord)
Iran (fornpersiska: airyanəm vaējah, modern persiska: irān ایران) betyder 'ariernas land' eller 'de ädlas land' och refererar till att dagens iranier är ättlingar till det indoeuropeiska folk som bosatte sig på den iranska högplatån under första årtusendet före Kristus. Nationsnamnet Iran har alltså samma betydelse som namnet Irland.
Det äldsta belägget för ordet Iran härstammar från zoroastrismens heliga bok Avesta. I sassanidiska inskriptioner från 300-talet påträffas termen Ērān och Ērānshahr om de sassanidiska kungarnas rike. Före 1935 kallades Iran för Persien på svenska och  Persia på engelska, La Perse på franska, Persien på tyska, Perzië på nederländska, etc. Grekiska historiker kallade landet för Persis (Περσίς), från fornpersiska Pārsa som var namnet på kärnprovinsen (nuvarande Fars). År 1935 blev Iran det officiella namnet i internationella sammanhang efter ett kungligt dekret av den dåvarande shahen Reza Pahlavi.